# Леки, Роберт (футболист)
Роберт Леки (англ. Robert Leckie; 13 октября 1846, Киллирн, Шотландия — 24 ноября 1886, Порт-Элизабет, Южная Африка) — шотландский футболист, нападающий, выступавший за «Куинз Парк» и национальную сборную Шотландии. Участник первого официального международного футбольного матча.

## Биография
Роберт был одним из основателей футбольного клуба «Куинз Парк» и входил в первоначальный состав команды, став с ней двукратным обладателем кубка Шотландии. Первым известным матчем с его участием является игра в рамках Кубка Англии против клуба «Уондерерс», прошедшая в марте 1872 года. В финале первого розыгрыша Кубка Шотландии с «Клайдсдейлом» Роберт забил второй гол, а его клуб в итоге стал обладателем трофея. Его последняя известная игра состоялась 6 ноября 1875 года, это был кубковый матч с клубом «Нозерн».
«Куинз Парк» был единственным клубом в карьере Роберта. Болельщикам он запомнился как очень скоростным игроком, не боявшимся идти в дриблинг и способным наказать соперника за малейшую оплошность в обороне. Из партнёров Роберт чаще всего взаимодействовал с Джерри Уиром: их связка была очень эффективной.
30 ноября 1872 года Роберт провёл свою единственную игру за национальную сборную Шотландии: это был первый официальный международный футбольный матч со сборной Англии. Нападающий имел несколько голевых моментов в дебюте встречи, однако он так и не смог поразить ворота соперника. Матч закончился нулевой ничьей.
В начале 1880-х годов бывший футболист переехал из Шотландии в Южную Африку. Он умер в Порт-Элизабет 24 ноября 1886 года после тяжёлой болезни.

## Статистика выступлений за сборную Шотландии
| Матчи и голы Леки за сборную Шотландии | Матчи и голы Леки за сборную Шотландии | Матчи и голы Леки за сборную Шотландии | Матчи и голы Леки за сборную Шотландии | Матчи и голы Леки за сборную Шотландии | Матчи и голы Леки за сборную Шотландии |
| №                                      | Дата                                   | Оппонент                               | Счёт                                   | Соревнование                           |                                        |
| -------------------------------------- | -------------------------------------- | -------------------------------------- | -------------------------------------- | -------------------------------------- | -------------------------------------- |
| 1                                      | 30 ноября 1872                         | Англия                                 | 0:0                                    | Товарищеский матч                      |                                        |

Итого: 1 матч / 0 голов; 0 побед, 1 ничья, 0 поражений.

## Достижения

### Командные
«Куинз Парк»
- Обладатель кубка Шотландии (2): 1874, 1875